# اسلام‌آباد (اشنویه)
اسلام‌آباد یک منطقهٔ مسکونی در ایران است که در دهستان اشنویه شمالی واقع شده‌است. براساس سرشماری مرکز آمار ایران در سال ۱۳۹۵، اسلام‌آباد ۲۹۶ نفر جمعیت دارد.